# Шелаево (Иркутская область)
Шела́ево — село в Тайшетском районе Иркутской области России. Административный центр Шелаевского муниципального образования.

## География
Село находится на расстоянии 110 км к северо-западу от города Тайшет, административного центра района.

## Население
| 2002 | 2010 | 2011 | 2012 |
| ---- | ---- | ---- | ---- |
| 820  | ↘667 | ↘664 | ↘646 |

### Половой состав
По данным Всероссийской переписи, в 2010 году в селе проживало 667 человек (328 мужчин и 339 женщин).

## Улицы
| - ул. 40 лет Октября, - ул. Береговая, - ул. Гагарина, - ул. Кооперативная, | - ул. Лазо, - ул. Ленина, - ул. Молодёжная, - ул. Новая, | - ул. Партизанская, - ул. Полевая, - ул. Советская. |

## Инфраструктура
В селе функционируют общеобразовательная школа, 2 детских сада, ФАП, отделение Почты России, учреждения торговли.